# Villers-Vermont
Villers-Vermont – miejscowość i gmina we Francji, w regionie Hauts-de-France, w departamencie Oise.
Według danych na rok 1990 gminę zamieszkiwało 108 osób, a gęstość zaludnienia wynosiła 16 osób/km² (wśród 2293 gmin Pikardii Villers-Vermont plasuje się na 889. miejscu pod względem liczby ludności, natomiast pod względem powierzchni na miejscu 710.).